# Plexo esplénico
El plexo esplénico se origina por ramas del plexo celíaco, del ganglio celíaco izquierdo y del nervio vago derecho.
Acompaña a la arteria esplénica al bazo, originando, en su curso, plexos subsidiarios a lo largo de las varias ramas de la arteria.